# Курнаев, Сергей Анатольевич
Сергей Анатольевич Курнаев (13 июля 1962, Казахская ССР, СССР) — советский и казахстанский футболист.

## Клубная карьера
Сергей Курнаев начал играть в футбол в Ташкенте. Начал профессиональную карьеру в 1980 году в составе «Актюбинца». Проведя в клубе 4 сезона, перешёл джизакскую «Звезду». Не сыграв не одного матча в новом клубе, на следующий год перешёл в «Джезказганец». В 1991 году вернулся обратно в «Актюбинец». В составе команды стал рекордсменом по количеству проведённых в её составе матчей в первенствах СССР и Казахстана (без учёта поединков, сыгранных в низших дивизионах казахстанского чемпионата). В 1994 году перешёл в другой актюбинский клуб — «Ферро». В 1997 году объявил об окончании карьеры.
По состоянию на 2011 год являлся владельцем любительской футбольной команды «Hermannia 1906».